# Питербарг, Владимир Ильич
Владимир Ильич Питербарг  (род. 1 августа 1945, Беловодск, Ворошиловградская область) — российский математик, специалист по теории вероятностей и случайных процессов. Педагог высшей школы.

## Биография
Родился 1 августа 1945 года в посёлке Беловодск, Украинская ССР. В 1963 году поступил на механико-математический факультет МГУ, окончил его по кафедре теории вероятностей в 1968 году, а в 1970 году — аспирантуру (научный руководитель — Ю. К. Беляев). В 1972 году защитил кандидатскую диссертацию, в 1984 году — докторскую на тему «Асимптотические методы в теории гауссовских случайных процессов и полей»). С 1990 года — профессор кафедры.
По состоянию на 2012 год — главный научный сотрудник и заведующий лабораторией теории вероятностей механико-математического факультета МГУ им. М. В. Ломоносова.

## Научная деятельность
Сфера научных интересов: теория вероятностей, теория случайных процессов, математическая статистика, асимптотические методы в теории гауссовских процессов, статистика экстремумов случайных процессов.
Создал теорию асимптотических методов исследования гауссовских случайных процессов и полей, общепризнанный мировой лидер в этой области.

## Публикации
- Lectures in the Theory of Gaussian Processes. Moscow Univ. Press, 1986, 88pp
- Asymptotic Methods in the Theory of Gaussian Processes. Moscow Univ. Press, 1988, 176pp
- Asymptotic Methods in the Theory of Gaussian Processes. 1995, 205pp, Rewritten and Completed Issue, American Mathematical Society, ser. Translations of Mathematical Monographs, Vol. 148.
- On maximum distribution for a Gaussian field with constant variance and indexed by a smooth manifold. (in coop. T.L.Mikhaleva) Theory of Probab. and Appl., 41, 1996, No 2
- High excursion for nonstationary generalized Chi-square processes. Stochastic Processes and Appl, 1994, vol. 53, No 2, 307—337.
- Laplace method for random elements in Banakh spaces. Russian mathematical surveys, 1995, No. 6, 1-102, (in coop. with V. Fatalov)
- High deviations for multidimensional stationary Gaussian process with independent components. in: Problems of Stability of Stochastic Models. V.M. Zolotarev, ed. Moscow-Utrehrt, TVP-VSP, 1994, 197—230.
- Central limit theorem for wave-functionals of Gaussian processes. accepted by Advances of Applied Probability, 1998, (in coop. with I. Rychlik)
- Rice’s method for Gaussian random fields. Fundamental and Applied Mathematics, 1996, vol.2, No 1, 20 pp. (in Russian)
- On limit distribution of the quadratic deviation of a kernel estimator of density function in the deconvolution problem. Mathematical Methods of Statistics, Alerton Press, 1993, {\bf 1}, 147—164 (in coop. M. Ya. Penskaya).
- Homogeneity testing of two samples: Gaussian field on a sphere. Mathematical Methods of Statistics, 1993, vol. 2, pp. 147–164 (in coop. Yu.Tyurin)
- High level excursions of Gaussian fields and the weakly optimal choice of the smoothing parameter.I. Mathematical Methods of Statistics, Alerton Press, 1995, No 4, (in coop. with V. Konakov)
- High level excursions of Gaussian fields and the weakly optimal choice of the smoothing parameter.II. Mathematical Methods of Statistics, Alerton Press, 1996, No 4, (in coop. with V. Konakov)
- A Multidimensional Rank Correlation: a Gaussian Field on a Torus. University Of North Carolina at Chapel Hill, Center for Stochastic Processes, Techn. Rep. No. 482, July, 1996, 1-18 (in coop. Yu.Tyurin)
- On large jumps of a random walk. Theory Probability and Its Appl. 1991, {\bf 36}, 1991, 50-63.
- On the distribution of the maximum similarity score for fragments of two random sequences. in: Mathematical Methods of Analysis of biopolymer sequences. Ed. Simon Gindikin, DIMACS Series in Discrete Mathematics and Theoretical Computer Science, 1992, Volume 8, 11-18.